# Burberry

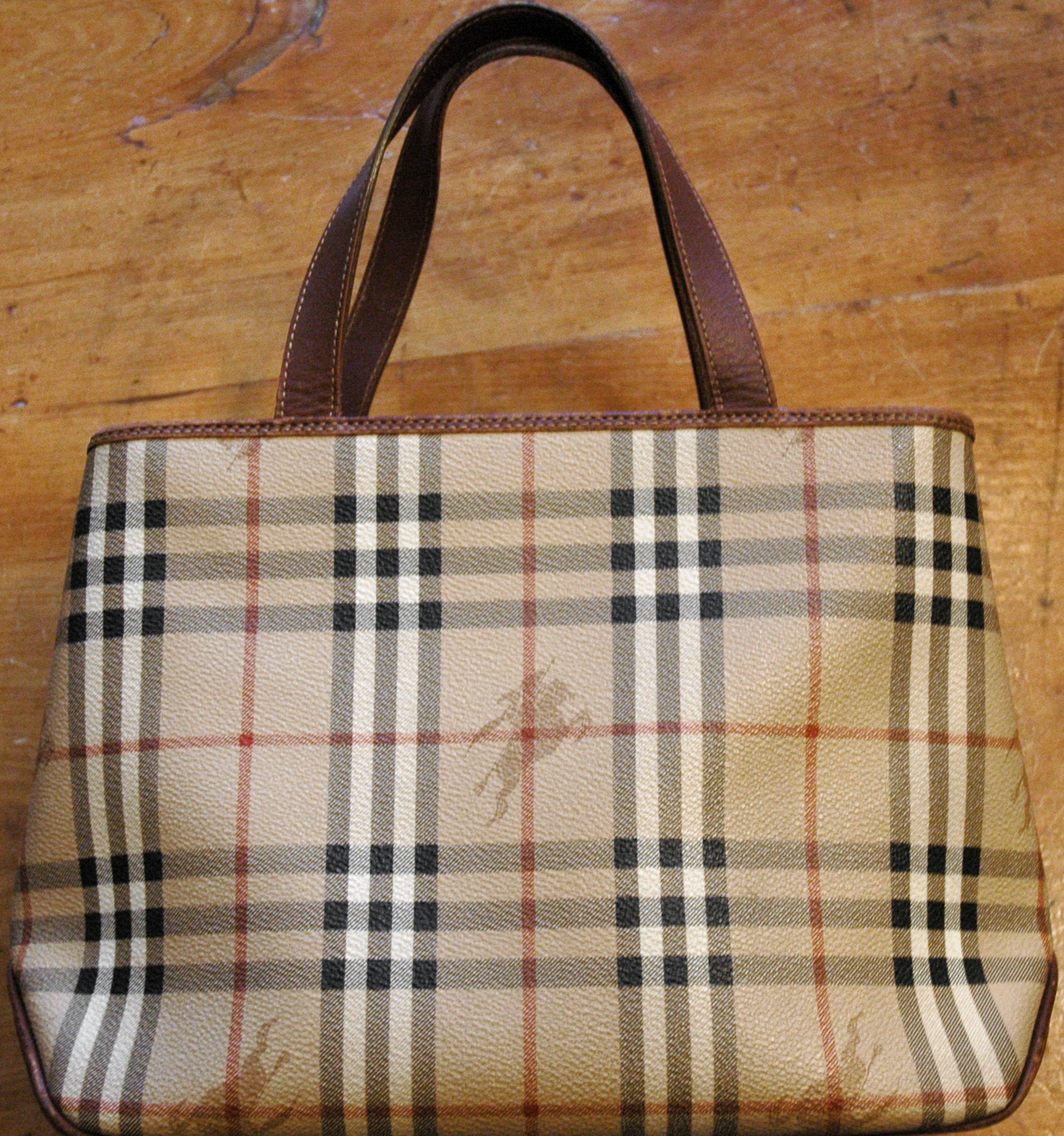
Damska torebka Burberry z charakterystycznym dla tej firmy, kraciastym wzorem.

Burberry Group PLC – ekskluzywny brytyjski dom mody, założony w 1856 roku przez Thomasa Burberry’ego, zajmujący się produkcją oraz sprzedażą odzieży, perfum i akcesoriów mody męskiej oraz damskiej. 
Charakterystyczny wzór Burberry, jakim jest wielokolorowa kratka (tzw. haymarket check), jest najszerzej kopiowanym znakiem towarowym na świecie. 
Burberry jest marką prestiżową, posiadającą rekomendacje Brytyjskiej Rodziny Królewskiej. Słynny trencz Burberry nosiła m.in. Marlene Dietrich. W roku 2010/2011 twarzą firmy była Emma Watson.

## Historia
Marka Burberry została założona w 1856 roku przez Thomasa Burberry'ego. 21-letni wówczas przedsiębiorca otworzył swój pierwszy sklep w Basingstoke. Sprzedawał tam odzież dostosowaną do wykonywania pracy oraz hobby na zewnątrz. Odzież outdoorowa projektu Burberry'ego miała realizować jeden cel – ochronić ludzi przed angielską pogodą. Tym sposobem w 1879 roku Thomas wynalazł gabardynę - oddychającą i odporną na deszcz tkaninę. 
Materiał opatentowano w 1888 roku. Wprowadzono go następnie do produkcji kurtek m.in. płaszcza tielocken, który był pierwowzorem trencza. Był on zapinany na pojedynczy pasek i klamrę, a przy kołnierzu miał tylko guziki. Model ten nosili żołnierze walczący w I wojnie światowej.
W 1955 roku królowa Elżbieta II przyznała firmie Burberry zaświadczenie dla oficjalnych dostawców rodziny królewskiej.

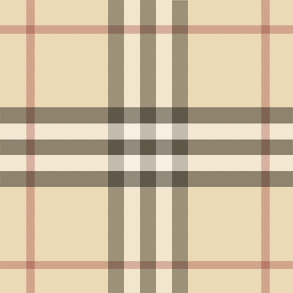
Charakterystyczna biało-czarno-czerwona kratka na beżowym tle (tzw. haymarket check).

Charakterystyczna biało-czarno-czerwona kratka na beżowym tle (tzw. haymarket check), została w latach 20. XX wieku wprowadzona jedynie, jako podszewka dla odzieży przeciwdeszczowej. Wyłącznie klienci noszący m.in. trencze znali ten wzór. Dopiero po 1964 roku zdecydowano się na wykorzystanie kratki w innych projektach m.in. dodatków jak parasole o kaszmirowe szaliki.

## Znaki towarowe

### Nazwa
Pierwotnie marka nazywała się Burberry's, jednak w 1999 roku przeszła rebranding decydując się na nazwę Burberry.

### Logo

Logo używane przez markę od 1999 do 2018 roku.

Pierwsze projekt logotypu został wybrany około 1901 roku w konkursie.  Widnieje w nim charakterystyczny emblemat Equestrian Knight, czyli rycerza na koniu. Na sztandarze trzymanym przez uzbrojonego wojownika jest łaciński napis Prorsum, który oznacza Naprzód.

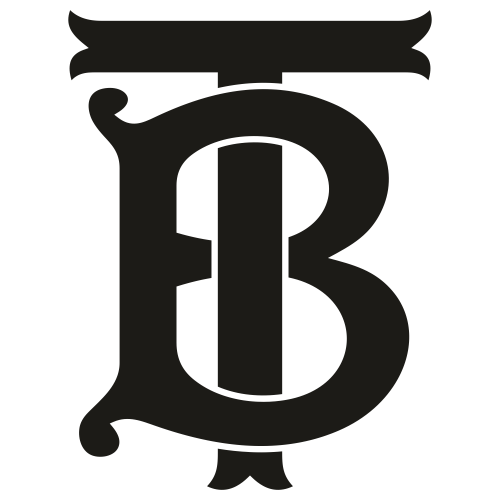
Monogram TB dla marki Burberry.

W 2018 roku nowy dyrektor kreatywny – Ricardo Tisci – ogłosił nową identyfikacje wizualną marki. Autorem nowego logo był grafik i dyrektor artystyczny Peter Saville. Zrezygnowano z dotychczas stosowanego emblematu Equestrian Knight i szerokich liter w logotypie. Pozostawiono jedynie litery, wykorzystując przy tym krój pisma Bodoni, stosowany przez firmę od 1901 roku. Stworzono także dedykowany wzór stworzony z monogramów pochodzących od imienia i nazwiska twórcy marki – Thomasa Burberry'ego.
W 2023 roku nowy dyrektor kreatywny – Daniel Lee – powrócił do dawnego emblematu Equestrian Knight w logotypie marki.

## Dyrektorzy kreatywni
- Roberto Manichetti – 1998–2001[10][11]
- Christopher Bailey – 2001–2017[12][13]
- Ricardo Tisci – 2017–2022[14]
- Daniel Lee(inne języki) – 2022–obecnie[9]